# Moulin Rouge (powieść)
Moulin Rouge – anglojęzyczna powieść historyczna z 1950 roku autorstwa francuskiego pisarza Pierre’a La Mure’a. Fabularyzowana biografia opowiada o życiu francuskiego malarza Henriego de Toulouse-Lautreca.
Powieść stała się postawą scenariusza brytyjskiego filmu o tym samym tytule z 1952 roku.
Polski przekład powieści, autorstwa Jadwigi Dmochowskiej, ukazał się w 1957 roku.